# Czartowiec (Rudawy Janowickie)
Czartowiec (niem. Drescher Koppe, 552 m n.p.m.) – wzniesienie w południowo-zachodniej Polsce, w Sudetach Zachodnich, w Rudawach Janowickich, w obrębie Wzgórz Karpnickich.

## Położenie
Wzniesienie położone jest w Sudetach Zachodnich, w zachodniej części Rudaw Janowickch, w środkowej części Wzgórz Karpnickich. Na południu łączy się ze Średnicą, a na północnym zachodzie z Dłużyną.

## Charakterystyka
Wzniesienie stanowi wyraźny, choć niezbyt wybitny szczyt w masywie Średnicy.

## Budowa geologiczna
Wzniesienie zbudowane z waryscyjskich granitów karkonoskich oraz przecinających je żył lamprofirów. Na północ od wierzchołka znajdują się niewielkie skałki Diabelska Ambona.

## Roślinność
Cały szczyt i zbocza porasta las świerkowy.

## Ochrona przyrody
Wzniesienie położone jest na terenie Rudawskiego Parku Krajobrazowego.